# Crumble Crags
Die Crumble Crags (englisch in etwa für Bröckelnde Felsen) sind rund 125 m hohe Felsvorsprünge auf King George Island im Archipel der Südlichen Shetlandinseln. Auf der Krakau-Halbinsel ragen sie in der südlichen Peripherie des Teasdale Corrie auf.
Das UK Antarctic Place-Names Committee benannte sie 1998 deskriptiv.